# أليكس كويادو
أليكس كويادو (بالإسبانية: Álex Collado) هو لاعب كرة قدم إسباني، ولد في 22 أبريل 1999 في ساباديل في إسبانيا. هو حاليا لاعب نادي الخلود في دوري المحترفين السعودي على سبيل الإعارة من نادي ريال بيتيس الإسباني.

## وصلات خارجية
- أليكس كويادو على موقع قاعدة بيانات كرة القدم.إي يو (الإنجليزية)
- أليكس كويادو على موقع Soccerway.com (الإنجليزية)
- أليكس كويادو على موقع عالم كرة القدم.نت (الإنجليزية)